# Longbridge Deverill
Longbridge Deverill è un villaggio e una parrocchia civile della contea del Wiltshire che si trova a circa 2,5 miglia a sud di Warminster nel Sud Ovest dell'Inghilterra, Regno Unito. 

## Geografia fisica

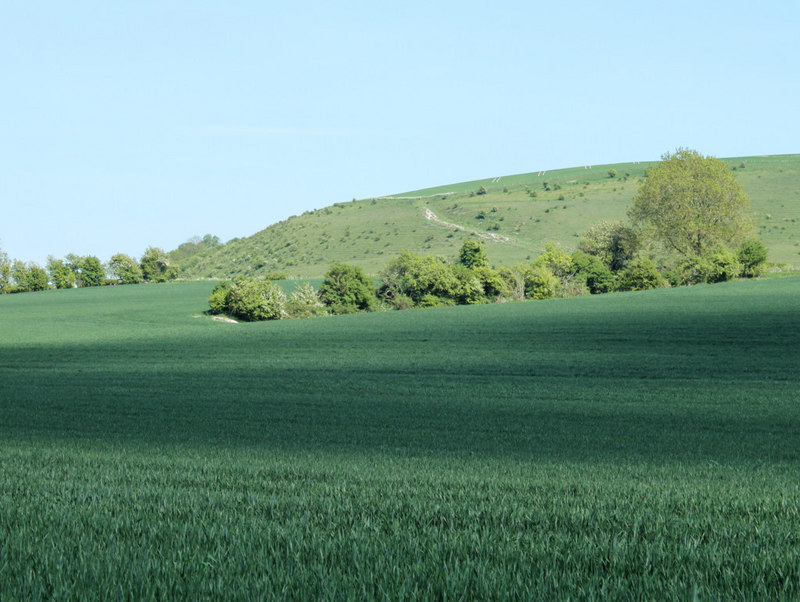
Aree rurali attorno a Longbridge Deverill

### Territorio
Il territorio della parrocchia civile di Longbridge Deverill occupa una superficie di 42.02 km² con un livello medio sul mare di 118 metri e si trova nella valle di Deverill attraversata dal fiume Wylye. Il villaggio si trova a poco più di 2 miglia a sud di Warminster. Un affluente senza nome del Wylye nasce nel nord-ovest della parrocchia, forma il lago artificiale Shearwater poi scorre verso est attraverso la valle sotto Crockerton per unirsi al Wylye. Ci sono punti lungo il percorso del Dever si esaurisce e scorre sottoterra. Il terreno è quasi equamente distribuito tra seminativi e pascoli, con 900 acri di bosco e piantagioni.

## Storia
L'origine del nome principale è legato al corso d'acqua del Dever, che localmente è per vari tratti sotterraneo. I nomi Longbridge e Hill apaiono ovvi. Brixton prende il nome da uno dei primi proprietari terrieri. Crockerton prende il nome da una persona particolare o dai vasai in generale. Monkton significa fattoria del monaco e Kingston risale all'epoca della Conquista, dopo la quale la terra divenne proprietà della Corona.
Vi sono evidenze di insediamenti preistorici nel territorio di Longbridge Deverill in particolare costituite da due grandi fattorie, con i relativi sentieri e sistemi di campi, che furono in uso dall'VIII al II secolo a.C. Gli scavi archeologici realizzati tra il 1956 e il 1960 hanno potuto indagare solo alcune parti con fossati che si sono rivelati essere elementi relativamente tardivi e appartenenti alla più grande e longeva delle due fattorie. Le aree interne scavate contenevano le buche per pali molto ben conservate di non meno di quattro grandi case rotonde disposte in sequenza, la più grande delle quali misura fino a 60 piedi di diametro: Nell'area sono state individuate ceramiche e altri reperti legati ad uso domestico e cerimoniale. Il periodo coperto va dalla fine del tarda età del Bronzo all'inizio dell'Età del Ferro.
La valle quindi è stata abitata ininterrottamente da popolazioni di contadini almeno dal 3500 a.C. I primi insediamenti si trovavano su terreni elevati, poiché erano più asciutti e facili da mantenere in sicurezza. Sono state trovati resti archeologici su Cold Kitchen Hill, forse un nome celtico che significa Collina del Mago. Un'altra ipotesi è che il sito abbia ricevuto questo nome dopo essere stato abbandonato, cioè a indicare una cucina fredda perché non ci viveva nessuno. C'era anche un insediamento a Pertwood Down. Ci sono tre lunghi tumuli nella valle. Due sono notevolmente lunghi, uno su Cold Kitchen Hill e l'altro su Pertwood Down. Il terzo è molto più piccolo, sui pendii inferiori di Cold Kitchen Hill. In un tumulo rotondo su Middle Hill a Kingston Deverill è stato trovata una rara e bellissima collana fatta di una sostanza simile al vetro del Baltico. Ciò fornisce la prova dei commerci allora attivi tra il Wessex e il continente. La prima prova di villaggi organizzati risale al 600 a.C. Un sito dell'età del ferro si trova su Cow Down a Longbridge Deverill. L'insediamento su Cold Kitchen Hill fu occupato fino al 350 a.C. circa. Un altro sito dell'età del ferro si trova vicino a Keysley Farm, tra Kingston Deverill e Pertwood. La valle continuò a essere attiva e importante durante l'epoca romana. Due strade romane si incrociavano al guado di Kingston Deverill. Una era l'antica strada principale da Portchester e l'altra da Poole. Le due si uniscono al confine tra Monkton e Kingston Deverill. Probabilmente c'erano villaggi romani a Longbridge, Hill, Monkton, Kingston e Lower Pertwood.
C'è un forte legame locale con le vicende di Alfredo il Grande e la sua battaglia contro i danesi a Ethandun. Alfredo radunò le sue forze in due luoghi di incontro ed è possibile che uno di questi fosse Court Hill a Kingston Deverill. Ci sono tre pietre di sarsen scolpite e rinvenute in un campo accanto alla chiesa da un contadino su King's Court Hill. Si dice che il re Egberto del Wessex vi tenesse riunioni di corte. e la tradizione locale vuole che Alfredo salisse sulla vicina King's Hill per vedere la posizione del nemico. Quindi è abbastanza verisimile che Alfredo usasse queste pietre su King's Court Hill come punto di riferimento per gli incontri. Prima della Riforma, la Chiesa era il principale proprietario terriero della valle. Ai tempi del Domesday Book, Guglielmo il Conquistatore confiscò molte terre della zona alla nobiltà inglese, ma non toccò i possedimenti della Chiesa. Longbridge, Crockerton e Monkton appartenevano agli abati di Glastonbury dal X secolo. Dopo la Riforma furono acquistati da Sir John Thynne e venduti negli anni quaranta per aiutare a pagare le tasse di successione. Brixton era detenuta dall'abbazia francese di Bec. Durante il XV secolo passò al King's College fino al 1941. I Ludlow possedevano Kingston e Hill rispettivamente dal XVI al XV secolo. Questa famiglia sarebbe diventata famosa per aver sostenuto i Roundheads durante la guerra civile. Il tenente generale Edmund Ludlow fu uno dei firmatari della condanna a morte di Carlo I. Lord Weymouth acquistò queste terre nel 1737, portando l'intera valle in proprietà di Thynne. Fino al 1970 c'erano chiese aperte al culto in tutti e cinque i villaggi di Deverill. Queste piccole comunità avevano sostenuto le proprie chiese fin dal XII secolo, se non da prima. Verso la fine del XIX secolo c'erano anche cinque cappelle nei villaggi.
Le età precise delle singole chiese nella valle in alcuni casi sono difficili da accertare. Prove archeologiche, carte sassoni e il Domesday Survey suggeriscono che le chiese sorgessero nei cinque villaggi durante il periodo sassone. Le prime prove documentali spiegano che le chiese che sorgono a Hill e Longbridge, sebbene notevolmente modificate nel corso dei secoli, erano già state costruite nel 1130. Le restanti tre chiese risalgono alla fine del XIII secolo o del secolo successivo. Come la maggior parte delle chiese nel Wiltshire, tutte e cinque hanno subito notevoli restauri durante il XIX secolo. A Crockerton la comunità battista era la più antica nell'area di Warminster e la loro cappella fu costruita alla fine del XVII secolo. Una cappella congregazionale fu costruita per la famiglia Jupe di Bull Mill a metà del XIX secolo. La chiesa della Santissima Trinità fu costruita nello stesso periodo.
Al momento del sondaggio del Domesday Book la popolazione stimata per l'intera valle è di 680 persone. La comunità più grande era Monkton con circa 285 residenti e Kingston Deverill la più piccola con solo 34. Hill Deverill era divisa in cinque tenute separate e sosteneva una popolazione doppia rispetto a quella di Longbridge, sebbene entrambe fossero di dimensioni e valore simili. Monkton era grande il doppio di Kingston. L'intera situazione era cambiata notevolmente al momento del successivo rilevamento nel 1676, quando Longbridge era di gran lunga la comunità più grande, con Kingston al secondo posto. Questo schema è rimasto costante da allora. Le ragioni delle maggiori dimensioni di Longbridge potrebbero essere la sua posizione all'estremità inferiore della valle, adiacente alla valle del fiume in direzione nord-sud, la maggiore quantità di terreno pianeggiante, l'influenza della famiglia Thynne o una combinazione tra questi.
Nel XVIII secolo la popolazione dell'intero territorio nazionale aumentò drasticamente e la fine delle guerre napoleoniche creò un gran numero di soldati in congedo. Il risultato fu un enorme surplus di manodopera, a cui la valle di Deverill non fu immune. Gli stipendi furono ridotti e molte famiglie soffrirono grandi difficoltà. Gli ufficiali parrocchiali decisero che un'opzione era quella di aiutare le persone a emigrare. Ciò iniziò negli anni venti del XIX secolo con un centinaio di emigranti che andarono negli Stati Uniti d'America. Altri se ne andarono nel 1861, alcuni diretti in Canada o nel Nuovo Galles del Sud. La sola Longbridge perse in tal modo 181 persone. Nonostante questa emigrazione e il trasferimento in città di altre persone la vita del villaggio nel XIX secolo per coloro che erano restati rimase essenzialmente la stessa. La valle continuò a essere autosufficiente con le sue fattorie e le sue latterie e gli abitanti del villaggio scambiavano beni come uova o verdure. In generale questo era un posto abbastanza salubre in cui vivere, nonostante ci fosse un'epidemia di colera. I dottori venivano una volta alla settimana, provenienti da Mere o Horningsham. L'introduzione del carro su strada alla fine del XVIII secolo vide l'arrivo di trasportatori e nuve attività. Furono costruite due strade a pedaggio, una da Heytesbury a Bruton, l'altra da East Knoyle a Warminster, che si incontravano al George Hotel.
Con la perdita tante giovani vite nella Grande Guerra, le piccole comunità dei villaggi ne furono profondamente colpite anche se la vita quotidiana nella valle cambiò molto poco. L'agricoltura era ancora efficiente e c'era possibilità di lavoro anche se non particolarmente retribuito. Nel 1922 il prezzo del mais crollò, l'agricoltura entrò in depressione e molti uomini abbandonarono la terra. L'acqua corrente e l'elettricità furono portate a nord della valle a metà degli anni trenta ma non raggiunsero il sud fino alla seconda guerra mondiale, che portò grandi cambiamenti. Il paese aveva bisogno di produrre più cibo ma la mancanza di manodopera, generata dal fatto che molti erano richiamati sotto le armi, portò alla necessità di migliorare i metodi agricoli. Il motore sostituì rapidamente il cavallo e le attrezzature importate dagli Stati Uniti furono facilmente disponibili con programmi di prestito. La richiesta di lavoratori così diminuì e i cambiamenti sociali indussero i residenti a cercare condizioni di vita migliori, il che spinse a un nuovo programma di costruzione di case finanziato dagli agricoltori e dal consiglio parrocchiale.

## Monumenti e luoghi d'interesse

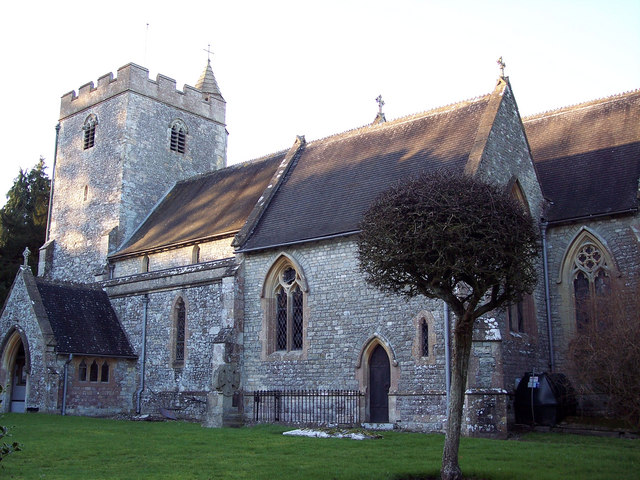
Chiesa dei Santi Pietro e Paolo

Ci sono vari edifici storici e altri siti d'interesse nel territorio di Longbridge Deverill, in particolare le sue chiese. 
- Chiesa dei Santi Pietro e Paolo (in inglese Church of St. Peter and St. Paul). Si tratta di una chiesa parrocchiale anglicana. È molto probabile che sul sito ci fosse una chiesa in legno in epoca sassone che venne sostituita da una chiesa in pietra entro il 1130. Si ritiene che la chiesa non sia stata dedicata fino a quando non fu consacrata da Tommaso Becket dopo il 1162. l'altare che usò per la consacrazione è ancora nella chiesa e si pensa che le incisioni su di esso siano state realizzate dallo stesso Thomas. La chiesa originariamente consisteva in un presbiterio e una navata, il cui porticato meridionale e la navata laterale furono ricostruiti nel XIV secolo. Più tardi, nello stesso secolo, fu costruita la massiccia torre. Nel XVI secolo la navata laterale settentrionale fu ricostruita nello stile gotico inglese. La chiesa beneficiò della generosità della famiglia Thynne e conserva molti monumenti per i membri della famiglia. Nel 1852 il presbiterio, la cappella di Bath e la sagrestia, sul lato sud, furono tutti oggetto di ampliamenti verso est. Il fonte battesimale è un monumento a Lord John Thynne e fu progettato per essere utilizzato come fonte battesimale da Sir Alfred Gilbert. Il cancello del cimitero fu donato da William Morrice. Nella prima parte del XX secolo, il canonico John Brocklebank fu un generoso benefattore della chiesa. Tra il 1912 e il 1927 donò lo stemma reale e la maggior parte delle vetrate colorate. I registri parrocchiali che iniziano dal 1682, diversi da quelli in uso attuale, sono conservati nel Wiltshire & Swindon History Centre a Chippenham. L'English Heritage ha inserito dall'11 settembre 1968 la chiesa dei Santi Pietro e Paolo tra gli edifici storici come monumento classificato di seconda categoria col numero 1200661. La chiesa appartiene alla diocesi di Salisbury.[10][11][12]
- Chiesa dell'Assunzione di Santa Maria. (in inglese Church of the Assumption of the Virgin Mary) La chiesa ormai sconsacrata si trova a Hill Deverill. Anche in questo caso molto probabilmente sul sito c'era in precedenza una chiesa sassone in legno che fu sostituita da una chiesa in pietra entro il 1130. Nel 1200 fu descritta come una chiesa in pietra ricoperta di piombo e bisognosa di riparazioni. A quella data era dedicata alla Beata Vergine Maria, una dedica cattolica romana che, insolitamente, è rimasta. Questa era la chiesa di famiglia dei Ludlow e c'è una massiccia tomba di famiglia di fine XV secolo e inizio XVI secolo. Questa chiesa primitiva fu quasi completamente abbattuta nel 1841 e rimane solo il muro orientale del vecchio edificio, che fu ricostruita entro il 1842. Questa nuova chiesa, quasi certamente una copia della precedente, fu progettata da Chapman & Sons e consiste in una navata con torre campanaria e un presbiterio. Nel 1860 fu posizionato nella galleria un organo voluto da John Clifford di Mill Farm che sostituì i musicisti della galleria. Nel 1890 la comunità di Hill Deverill fu annessa a Longbridge Deverill e la chiesa venne abbandonata. La chiesa chiuse definitivamente all'inizio degli anni ottanta e i registri parrocchiali del 1661 (battesimi e sepolture) e del 1670 (matrimoni) sono conservati nel Wiltshire & Swindon History Centre di Chippenham.[13] L'English Heritage ha inserito dal 6 settembre 1982 la chiesa tra gli edifici storici come monumento classificato di seconda categoria col numero 1364334.[14]
- Chiesa della Santa Trinità. (in inglese Holy Trinity Church). La chiesa si trova a Crockerton, e fu costruita nel 1843 per la vedova Machioness di Bath come cappella per servire la gente di Crockerton, che si trovava a una certa distanza dalla chiesa parrocchiale di Longbridge Deverill. Fu progettata da Wyatt e Brandon in pietrisco e piastrelle, con rivestimenti in pietra di Bath. Intorno al 1900 l'edificio dovette essere rinforzato e durante la seconda guerra mondiale subì alcuni danni causati dalle bombe. La chiesa, che aveva alti costi di manutenzione e riparazione, chiuse nel 1973 quando fu creata la parrocchia unificata dei Deverill con Crockerton. Fu trasformata in una casa studio. I registri parrocchiali dal 1843 al 1973 (battesimi) e dal 1843 al 1982 (sepolture) sono conservati nel Wiltshire & Swindon History Centre a Chippenham.[15]
- Manor House.[16]
- James Thynne House.[17]

## Geografia antropica

### Urbanistica
Il villaggio principale trova sulla strada A350 che collega l'autostrada M4 e il Wiltshire occidentale con Poole, Dorset. Oltre al villaggio di Longbridge Deverill c'è quello Crockerton con le frazioni di Crockerton Green, Fox Holes e Hill Deverill. Questi insediamenti sono noti collettivamente come Lower Deverills (gli Upper Deverills sono i villaggi a monte di Brixton Deverill, Monkton Deverill e Kingston Deverill).

### Longbridge Deverill
La maggior parte dei cottage a Longbridge Deverill si trova sulla strada per Sutton Veny. La chiesa, gli ospizi e il sito dell'ex Manor House si trovano sulla strada principale. Gli Almshouses furono donati da Sir James Thynne di Longleat nel 1665, con stanze per sei uomini e due donne. L'edificio è stato trasformato in tre appartamenti. Nel 1600, sulla Warminster Road, appena a nord della chiesa, sorgeva una Manor House, costruita dai Thynne. Non ne rimane traccia, tranne il muro posteriore. È un muro robusto, tenuto in buone condizioni, poiché la tradizione locale afferma che la famiglia Thynne prospererà finché il muro verrà curato. La leggenda racconta che un venditore ambulante ebreo maledisse la famiglia, minacciandola di estinzione se il muro fosse mai crollato.

#### Crockerton
Tra gli edifici di interesse a Crockerton c'è Bull Mill. Questa è una grande casa in pietra costruita principalmente nel XV secolo e nel secolo successivo. Apparteneva al proprietario del mulino dall'altra parte del fiume Wylye con lo stesso nome. Ci sono anche numerosi edifici classificati nei villaggi, tra cui diversi cottage e case costruiti nel XVII e XVIII secolo. Gli abitanti di Crockerton, come suggerisce il nome, erano occupati principalmente nella produzione di ceramica. Il villaggio è situato su un'area di argilla Gault e c'erano ceramisti a Crockerton fin dal XIII secolo. Durante il XIX secolo l'industria declinò e due famiglie iniziarono a dedicarsi alla produzione di mattoni. Una delle cave di argilla si trovava sul sito del lago ornamentale del Lakeside Garden Centre. Bull Mill, sempre a Crockerton, fu un prospero filatoio per tessuti e in seguito per la seta, attivo dal XV secolo fino al 1894, impiegando 200 persone nel 1848 e 300 nel 1855.

#### Hill Deverill
A Hill Deverill c'è una Manor House che fu occupata dalla famiglia Ludlow nel XVII secolo. Il loro stemma è ancora visibile sul granaio delle decime, costruito intorno al 1500. Si trova anche sopra una porta di Monkton Deverill.

## Economia
Fino alla seconda guerra mondiale la principale fonte di occupazione nella valle era l'agricoltura. La terra calcarea è eccellente per la coltivazione del mais e un gran numero di pecore venivano tenute per fertilizzare il terreno. Combinando la coltivazione di raccolti con l'allevamento di mucche e pecore, la produzione di formaggio e burro e la vendita del latte, gli agricoltori hanno quasi sempre potuto mantenere le loro attività.